# Nati nel 1928/Dicembre
| Questa pagina contiene informazioni ricavate automaticamente dalle voci biografiche con l'ausilio del template Bio e di un bot. L'aggiornamento è periodico e automatico e ricostruisce completamente la pagina. Se manca una persona in questa lista, sei pregato di non aggiungerla, ma accertati piuttosto che la sua voce biografica contenga il template Bio e che i dati anagrafici siano correttamente compilati. Se il template Bio manca, inseriscilo tu stesso o, in alternativa, metti l'avviso {{tmp\|Bio}} che ne segnala la mancanza. Se i dati riportati sono sbagliati, correggi direttamente la voce biografica; le modifiche saranno visibili in questa lista entro pochi giorni. Per chiarimenti vedi il progetto biografie. La lista contiene solo le 173 persone che sono citate nell'enciclopedia e per le quali è stato implementato correttamente il template Bio. Pagina aggiornata al 2 lug 2025. |

- 1º dicembre - Arild Andresen, calciatore norvegese († 2008)
- 1º dicembre - Bijoy Barman, nuotatore e pallanuotista indiano
- 1º dicembre - Bruno Camporese, calciatore e allenatore di calcio italiano († 2017)
- 1º dicembre - Sarge Ferris, giocatore di poker statunitense († 1989)
- 1º dicembre - Lidia Martorana, cantante italiana († 2018)
- 1º dicembre - Nicola Rotunno, arcivescovo cattolico e diplomatico italiano († 1999)
- 1º dicembre - Giacomo Scotti, scrittore, giornalista e traduttore italiano
- 2 dicembre - Rıdvan Bolatlı, calciatore turco († 2022)
- 2 dicembre - Guy Bourdin, fotografo francese († 1991)
- 2 dicembre - Enzo Camerino, superstite dell'Olocausto italiano († 2014)
- 2 dicembre - Jörg Demus, pianista e compositore austriaco († 2019)
- 2 dicembre - René Deynis, illustratore e scrittore francese († 1994)
- 2 dicembre - Karol Dobay, calciatore cecoslovacco († 1982)
- 2 dicembre - Gerhard Kaufhold, calciatore tedesco († 2009)
- 2 dicembre - Kurt Siebenhaar, cestista e allenatore di pallacanestro tedesco († 2009)
- 3 dicembre - Thomas M. Foglietta, politico e diplomatico statunitense († 2004)
- 3 dicembre - Carlo Giuffré, attore e regista teatrale italiano († 2018)
- 3 dicembre - Ingemar Haraldsson, calciatore svedese († 2004)
- 3 dicembre - Don McEvoy, allenatore di calcio e calciatore inglese († 2004)
- 3 dicembre - Jack McMahon, cestista e allenatore di pallacanestro statunitense († 1989)
- 3 dicembre - Renzo Restani, fumettista e pittore italiano († 2002)
- 4 dicembre - Dena Dietrich, attrice statunitense († 2020)
- 4 dicembre - Hebe de Bonafini, attivista argentina († 2022)
- 4 dicembre - Lajos Somodi, schermidore ungherese († 2012)
- 4 dicembre - Desmond Thompson, calciatore inglese († 2010)
- 5 dicembre - Fulvio Cerofolini, partigiano, politico e sindacalista italiano († 2011)
- 5 dicembre - Barbara Krafftówna, attrice polacca († 2022)
- 5 dicembre - Bruno Landi, ciclista su strada italiano († 2005)
- 6 dicembre - Bert Achong, patologo trinidadiano († 1996)
- 6 dicembre - Nesbitt Blaisdell, attore statunitense († 2024)
- 6 dicembre - Stanley Clinton Davis, politico britannico († 2023)
- 6 dicembre - Lance Fuller, attore statunitense († 2001)
- 6 dicembre - Gunnar Hellström, attore, regista e sceneggiatore svedese († 2001)
- 6 dicembre - Jan Hendriks, attore e doppiatore tedesco († 1991)
- 6 dicembre - Petros Papavassiliou, pittore greco († 2014)
- 6 dicembre - Roberto Pregadio, pianista e paroliere italiano († 2010)
- 6 dicembre - Bobby Van, attore e ballerino statunitense († 1980)
- 7 dicembre - Luciano Bechicchi, driver italiano († 2019)
- 7 dicembre - Noam Chomsky, linguista e filosofo statunitense
- 7 dicembre - Jim Grimm, compositore e musicologo svizzero († 2006)
- 7 dicembre - Bede Vincent Heather, vescovo cattolico australiano († 2021)
- 7 dicembre - Alberto Sed, superstite dell'Olocausto italiano († 2019)
- 8 dicembre - Jean François-Poncet, politico francese († 2012)
- 8 dicembre - Joachim Gnilka, teologo e biblista tedesco († 2018)
- 8 dicembre - Lev Mantula, allenatore di calcio e calciatore jugoslavo († 2008)
- 8 dicembre - Ulric Neisser, psicologo tedesco († 2012)
- 8 dicembre - Lars-Erik Wolfbrandt, velocista e mezzofondista svedese († 1991)
- 8 dicembre - Lino Zecchini, ex sciatore alpino italiano
- 9 dicembre - Gerard Batliner, politico liechtensteinese († 2008)
- 9 dicembre - Waltraud Gebert Deeg, politica italiana († 1988)
- 9 dicembre - André Milhoux, ex pilota automobilistico belga
- 9 dicembre - Giuseppe Pera, giurista italiano († 2007)
- 9 dicembre - Abraham Shneior, cestista e allenatore di pallacanestro israeliano († 1998)
- 9 dicembre - Izabella Teleżyńska, attrice polacca († 2013)
- 9 dicembre - Dick Van Patten, attore statunitense († 2015)
- 9 dicembre - Giovanni d'Artegna, scultore italiano († 2024)
- 10 dicembre - Dan Blocker, attore statunitense († 1972)
- 10 dicembre - Alexander Grasshoff, regista, sceneggiatore e produttore cinematografico statunitense († 2008)
- 10 dicembre - Jeremy Morse, banchiere, enigmista e compositore di scacchi britannico († 2016)
- 10 dicembre - Barbara Nichols, attrice statunitense († 1976)
- 10 dicembre - Ray Ragelis, cestista e allenatore di pallacanestro statunitense († 1983)
- 10 dicembre - Milan Rúfus, poeta, saggista e scrittore slovacco († 2009)
- 10 dicembre - Michael Snow, pittore, scultore e regista canadese († 2023)
- 11 dicembre - Tomás Gutiérrez Alea, regista cubano († 1996)
- 11 dicembre - Renato Sacchi, tiratore a segno italiano († 2020)
- 12 dicembre - Čyngyz Ajtmatov, scrittore kirghiso († 2008)
- 12 dicembre - Gracian Botev, canoista sovietico († 1981)
- 12 dicembre - Leonid Fёdorovič Bykov, attore e regista sovietico († 1979)
- 12 dicembre - Roberto Contreras, attore statunitense († 2000)
- 12 dicembre - Antonio Franceschi, politico italiano († 2001)
- 12 dicembre - Helen Frankenthaler, pittrice statunitense († 2011)
- 12 dicembre - Ernst-Hugo Järegård, attore svedese († 1998)
- 12 dicembre - Otto Pöggeler, filosofo tedesco († 2014)
- 13 dicembre - Eve Meyer, attrice, modella e produttrice cinematografica statunitense († 1977)
- 13 dicembre - Nati Mistral, attrice spagnola († 2017)
- 13 dicembre - Jack Tramiel, superstite dell'Olocausto e imprenditore polacco († 2012)
- 14 dicembre - Nereo Battello, politico italiano († 2017)
- 14 dicembre - Jean Templin, calciatore polacco († 1980)
- 15 dicembre - Ravil' Chabutdinov, sollevatore sovietico († 1997)
- 15 dicembre - Lurlyne Greer, cestista statunitense († 2001)
- 15 dicembre - Ida Haendel, violinista britannica († 2020)
- 15 dicembre - Friedensreich Hundertwasser, pittore, scultore e architetto austriaco († 2000)
- 15 dicembre - Luis Miramontes, ex calciatore uruguaiano
- 15 dicembre - Guido Sala, pilota motociclistico italiano († 1987)
- 16 dicembre - Inisero Cremaschi, scrittore, sceneggiatore e critico letterario italiano († 2014)
- 16 dicembre - Philip K. Dick, scrittore statunitense († 1982)
- 16 dicembre - Margarethe Kraus, ceca († 2005)
- 16 dicembre - Dmytro Leonkin, ginnasta sovietico († 1980)
- 16 dicembre - Walter Nixon, giudice statunitense
- 16 dicembre - Friedrich Wilhelm Schnitzler, politico tedesco († 2011)
- 16 dicembre - Sherman White, cestista statunitense († 2011)
- 17 dicembre - Calaway H. Dodson, botanico statunitense († 2020)
- 17 dicembre - Cesare Garboli, critico letterario, critico teatrale e traduttore italiano († 2004)
- 17 dicembre - George Lindsey, attore e doppiatore statunitense († 2012)
- 17 dicembre - Francis George Adeodatus Micallef, vescovo cattolico e missionario maltese († 2018)
- 17 dicembre - Gérard Pontais, cestista francese († 2024)
- 18 dicembre - Gene Cole, velocista statunitense († 2018)
- 18 dicembre - Harold Land, sassofonista statunitense († 2001)
- 18 dicembre - Galt MacDermot, compositore e pianista canadese († 2018)
- 18 dicembre - Sputnik Monroe, wrestler statunitense († 2006)
- 18 dicembre - Luigi Pingitore, politico italiano († 2017)
- 18 dicembre - György Vízvári, pallanuotista ungherese († 2004)
- 19 dicembre - Herbert Bötticher, attore e regista tedesco († 2008)
- 19 dicembre - Natale Gottardo, politico italiano († 2011)
- 19 dicembre - Giacomo Leopardi, politico italiano († 2015)
- 19 dicembre - Rubens Minelli, allenatore di calcio, dirigente sportivo e calciatore brasiliano († 2023)
- 19 dicembre - Andrés Prieto, calciatore cileno († 2022)
- 19 dicembre - Guy Razanamasy, politico malgascio († 2011)
- 19 dicembre - Giovanni Zamperlini, calciatore italiano († 1988)
- 19 dicembre - Maria Luisa Zeri, soprano italiano († 2015)
- 20 dicembre - Piero Bassetti, politico, imprenditore e ex velocista italiano
- 20 dicembre - Jack Christiansen, giocatore di football americano e allenatore di football americano statunitense († 1986)
- 20 dicembre - Héctor Benítez Ortiz, ex calciatore messicano
- 21 dicembre - Gino Bocchino, batterista italiano († 2013)
- 21 dicembre - George Gately, fumettista statunitense († 2001)
- 21 dicembre - Tom Kern, cestista statunitense († 1986)
- 21 dicembre - Felice Mondella, nobile, medico e filosofo italiano († 2008)
- 21 dicembre - Ed Nelson, attore statunitense († 2014)
- 21 dicembre - Bruno Prevedi, tenore italiano († 1988)
- 21 dicembre - Kei Satō, attore giapponese († 2010)
- 21 dicembre - Herb Scherer, cestista statunitense († 2012)
- 21 dicembre - Stig Sjölin, pugile svedese († 1995)
- 21 dicembre - Marcello Svorenich, ex calciatore italiano
- 21 dicembre - Ottavio Tazzi, allenatore di pugilato italiano († 2013)
- 22 dicembre - Piero Angela, divulgatore scientifico, giornalista e conduttore televisivo italiano († 2022)
- 22 dicembre - Fredrik Barth, antropologo norvegese († 2016)
- 22 dicembre - Angelo Bonfiglio, politico italiano († 2000)
- 22 dicembre - Alfonso Giordano, magistrato, giurista e politico italiano († 2021)
- 22 dicembre - Luisa Massimo, pediatra italiana († 2016)
- 22 dicembre - Nicola Tanda, critico letterario e filologo italiano († 2016)
- 23 dicembre - Michael Philip Candy, astronomo britannico († 1994)
- 23 dicembre - Joaquín Capilla, tuffatore messicano († 2010)
- 23 dicembre - Billy Cook, serial killer statunitense († 1952)
- 23 dicembre - Emanuele Riverso, filosofo italiano († 2007)
- 23 dicembre - Mimmo Scarano, giornalista, dirigente d'azienda e autore televisivo italiano († 2017)
- 24 dicembre - Kaj Gustafsson, cestista finlandese († 2017)
- 24 dicembre - Michael Howard, ex schermidore britannico
- 24 dicembre - Manfred Rommel, politico tedesco († 2013)
- 24 dicembre - Norman Rossington, attore inglese († 1999)
- 25 dicembre - Dick Miller, attore statunitense († 2019)
- 25 dicembre - Kurt Sommerlatt, allenatore di calcio e calciatore tedesco († 2019)
- 26 dicembre - Martin Cooper, inventore e imprenditore statunitense
- 26 dicembre - Giosuè Ligios, politico italiano († 2021)
- 26 dicembre - Otto Muck, presbitero, teologo e filosofo austriaco († 2024)
- 27 dicembre - Shulamit Aloni, politica israeliana († 2014)
- 27 dicembre - Richard Freed, critico musicale e giornalista statunitense († 2022)
- 27 dicembre - Walter Ocampo, nuotatore messicano († 2007)
- 28 dicembre - René Domingo, calciatore francese († 2013)
- 28 dicembre - Öyvind Fahlström, poeta, scrittore e pittore svedese († 1976)
- 28 dicembre - Bob Holt, attore e doppiatore statunitense († 1985)
- 28 dicembre - Claude Nigon, schermidore francese († 1994)
- 28 dicembre - Robert Scheerer, regista televisivo statunitense († 2018)
- 28 dicembre - Willi Schröder, calciatore tedesco († 1999)
- 28 dicembre - Renato Spagnoli, artista italiano († 2019)
- 29 dicembre - Clifford Edmund Bosworth, storico, iranista e arabista britannico († 2015)
- 29 dicembre - Bernard Cribbins, attore britannico († 2022)
- 29 dicembre - Elvio Fachinelli, psichiatra, psicoanalista e pedagogista italiano († 1989)
- 29 dicembre - Yao Hua-qing, cestista taiwanese
- 30 dicembre - Henri Debehogne, astronomo belga († 2007)
- 30 dicembre - Bo Diddley, cantautore, chitarrista e compositore statunitense († 2008)
- 30 dicembre - Dan Fitzgerald, attore statunitense († 2017)
- 30 dicembre - John Olsen, calciatore norvegese († 2001)
- 30 dicembre - Siné, giornalista e disegnatore francese († 2016)
- 30 dicembre - Giuseppe Urbani, danzatore e coreografo italiano († 2007)
- 31 dicembre - Sture Allén, linguista svedese († 2022)
- 31 dicembre - Amarillo Slim, giocatore di poker statunitense († 2012)
- 31 dicembre - Leon Benzaquen, politico e medico marocchino († 1977)
- 31 dicembre - Michael Bowes-Lyon, XVII conte di Strathmore e Kinghorne, nobile britannico († 1987)
- 31 dicembre - Sergio Fubini, fisico italiano († 2005)
- 31 dicembre - Anselmo Giorcelli, calciatore e allenatore di calcio italiano († 2019)
- 31 dicembre - Hugh McElhenny, giocatore di football americano statunitense († 2022)
- 31 dicembre - Veijo Meri, scrittore finlandese († 2015)
- 31 dicembre - Tat'jana Ivanovna Šmyga, cantante e attrice russa († 2011)